# João Baltasar Quevedo Homem de Magalhães
João Baltasar Quevedo Homem de Magalhães (24 de janeiro de 1765) foi militar, político e um administrador colonial brasileiro.
Foi capitão-mór e governador da Capitania do Ceará, Ceará era subordinado a Pernambuco, de 1754 até o 24 de janeiro de 1765, quando morreu por envenenamento.
Em 19 de julho de 1760, autorizou a execução da Carta Regia, de 18 de janeiro de 1760, envia pelo Rei de Portugal Dom José, que dava a Vila de Aquiraz a preferência, por ser uma vila mais antiga do que Fortaleza, a indicação de almoxarifes da Fazenda Real da Capitania do Ceará.